# Bătălia de la Damasc (2024)
La 7 decembrie 2024, facțiuni rebele au pornit o ofensivă asupra capitalei siriene Damasc, după ce au preluat controlul asupra provinciei Daraa, în sudul Siriei.
La 8 decembrie 2024, comandamentul Armatei Siriene a notificat ofițerii că regimul autoritar de 24 de ani al președintelui Bashar al-Assad a luat sfârșit. Rebelii au intrat în Damasc fără a întâmpina desfășurări militare. Bashar al-Assad a fugit din capitală la bordul unui avion Iliușin Il-76, care a dispărut deasupra orașului Homs.